# Бахтикиреева, Улданай Максутовна
Улданай Максутовна Бахтикиреева (род. 27 сентября 1959 года, Оренбуржье) — доктор филологических наук, профессор кафедры русского языка и межкультурной коммуникации РУДН. Последователь лингвистического учения Г. П. Мельникова — системной лингвистике, специалист по русско-инонациональному художественному би- и транслингвизму, переводоведению, языковой политике. 

## Биография
Родилась в з/с им. Магнитостроя Оренбургской области (РСФСР). Выпускница историко-филологического факультета УДН им. Патриса Лумумбы. Филолог, преподаватель русского языка и литературы, переводчик (англ.).

## Научная деятельность
Основываясь на учении Г. П. Мельникова о системной типологии языков, разработала модель художественного русско-инонационального художественного би- и транслингвизма. На материале творчества Ч. Т. Айтматова описала механизм трансфера вербально-образных средств из одной культурно-семиотической системы в другую. Благодаря сотрудничеству с Ч.Т. Айтматовым, О.О. Сулейменовым, Б. Каирбековым, А. Кодаром, А. Кимом и другими русскоязычными творческими личностями, предложила подход к изучению иноязыкового бытия би- и транслингвального автора.
Главный редактор научного журнала «Полилингвиальность и транскультурные практики».
Научный редактор журнала "Филологические науки (Научные доклады высшей школы)";
Член редсоветов и редколлегий журналов: "Новые исследования Тувы", "Социальные и гуманитарные науки на Дальнем Востоке", "Северо-Восточный гуманитарный вестник", "Вестник Евразийского национального университета им. Л.Н. Гумилева" (Казахстан); "The Turkic Studies"; Homeros.
Награждена Почетной грамотой Министерства науки и высшего образования РФ (2021).

## Избранные публикации
- Русофон - русофонный - русофония - русофонная литература - слова глобальные или локальные? Социальные и гуманитарные науки на Дальнем Востоке. 2021. Т. 18. № 1. С. 11-17.
- Проблемы билингвизма в системе школьного языкового образования Республики Тыва. Новые исследования Тувы. 2021. № 1. С. 255-272.
- Языковое бытие творческой личности: Бахыт Каирбеков. Социальные и гуманитарные науки на Дальнем Востоке. 2020. Т. 17. № 1. С. 83-89.
- Проект: Современные тенденции билингвального образования в России и мире. Вестник Российского университета дружбы народов. Серия: Вопросы образования: языки и специальность. 2016. № 5. С. 366.
- О транслингвизме и транскультурации через призму одной языковой биографии. Социальные и гуманитарные науки на Дальнем Востоке. 2016. № 2 (50). С. 80-84.
- Факторы типологической комплементарности славянских и тюркских языков в свете системной лингвистики и этнологии. Филологические науки (Научные доклады высшей школы). 2019. № 3. С. 21-30.
- Translingualism: communicative bridge or "cultural bomb"? Вестник Российского университета дружбы народов. Серия: Вопросы образования: языки и специальность. 2017. Т. 14. № 1. С. 116-121.
- Истоки транслингвальной русскоязычной литературы. Социальные и гуманитарные науки на Дальнем Востоке. 2017. Т. 14. № 1. С. 18-23.
- От изучения содержания языкового сознания народа до изучения индивидуальных особенностей отдельной языковой личности. https://cyberleninka.ru/article/n/ot-izucheniya-soderzhaniya-yazykovogo-soznaniya-naroda-do-izucheniya-individualnyh-osobennostey-otdelnoy-yazykovoy-lichnosti